# Casa de Copii Prundu Bârgăului
Casa de Copii din Prundu Bârgăului sau Casa de Copii Școlari din Prundu Bârgăului, județul Bistrița-Năsăud, a fost înființată în 20 octombrie 1959, prin decizia Nr.798 a Sfatului Popular al Regiunii Cluj, în locația fostei Unități Militare de Vânători de Munte Nr. 03425 prin comasarea caselor de copii din Turda, Cluj, Sâncrai, Aiud și Bistrița..
Instituția avea rolul de ocrotire a minorilor ai căror părinți au decedat (copii orfani), erau necunoscuți, sau ai căror părinți nu aveau condiții de întreținere în familie.

## Istoric
Casa de Copii a fost organizată ca un complex de ocrotire a copiilor instructiv-educativ existent în cartierul cazărmilor, care a funcționat între anii 1959-1976, respectiv 1960-1981 și cuprindea Casa de Copii Școlari Mixtă și Casa de Copii Preșcolari, în vocabularul curent Casa mare și Casa mică. În acest complex au fost comasate, practic, toate Casele de Copii din Transilvania, respectiv cele de la Turda, Cluj, Sâncrai, Aiud și Bistrița.
Școala Elementară din cadrul Casei de Copii Școlari Mixtă a intrat în funcțiune la 1 septembrie 1959, de copii ocupându-se un colectiv de cadre didactice și salariați.
După aproape un an. la 1 septembrie 1960, a intrat în funcțiune Casa de Copii Preșcolari care cuprindea copii care fuseseră ocrotiți în mai multe case din regiunea Cluj. De aceste activități privind funcționarea unității s-a ocupat Frișan Teodor, inspector școlar la Secția de Învățământ a Regiunii Cluj.
Sub conducerea acestuia s-a acționat pentru preluarea complexului de cazărmi de la reprezentanții Ministerului Apărării Naționale pentru asigurarea cadrelor didactice — educatori și învățători — și a personalului de serviciu, astfel încât la venirea iernii să fie asigurate condiții corespunzătoare de cazare, masă, îmbrăcăminte și bază materială a procesului instructiv-educativ. În cadrul școlii au funcționat nivelurile de grădiniță, învățământ primar și învățământ elementar gimnazial.

## În perioada regimului Ceaușescu
Politica demografică a regimului Ceaușescu a avut printre altele creșterea accelerată a populației și acest lucru s-a materializat prin Decretul nr. 770 din 1 octombrie 1966, care interzicea întreruperile de sarcină.
Prin acest act normativ Ceaușescu a pus bazele a ceea ce avea să constituie unul dintre cele mai represive și dure regimuri pronataliste din istorie.
Faptul că nu s-au luat în considerare efectele pe termen mediu sau lung a condus la considerarea acestuia ca un mod abuziv prin care statul totalitar leza libertatea persoanei.
Muncitoarele erau supuse unor controale ginecologice periodice pentru a se depista un posibil avort. În acest context, în anul 1967, planurile lui Ceaușescu păreau că dădeau roade. Practic numărul de copii născuți s-a dublat față de anul 1966, erau acei „decreței”, mulți dintre ei nedoriți, dar care au fost păstrați pentru a fi evitate pușcăria sau moartea, educația sexuală a fost reorientată în primul rând pe beneficiile maternității, inclusiv pe satisfacția aparentă de a fi o mamă eroică, care dăruiește patriei ei mulți copii.
Unul dintre efectele acesteia a fost creștere numărului de copii și a caselor de copii(centre de instituționalizare) a acestora sub diferite forme, având în vedere faptul că existau și copii care aveau probleme medicale sau erau abandonați. Decretul nr. 770/1966 a fost abrogat imediat după declanșarea Revoluției din decembrie 1989, prin Decretul-Lege nr. 1 din 26 decembrie 1989.

## Desființarea unității
Acest lucru s-a întâmplat odată cu desființarea regiunilor respectiv noua împărțire administrativă teritorială a României pe județe și Tratatul de prietenie și colaborare de la Varșovia din Cehoslovacia în 1968 care a condus la instituirea unui nou sistem de apărare a țării și la reînființarea unității militare care a fost înainte în locul instituției. În noile condiții fiecare județ nou înființat trebuia să-și aducă copiii acasă, fapt pentru care în fiecare județ s-a înființat după caz una sau doua instituții de  ocrotire a copiilor. Mai mult, în condițiile evenimentelor din 1968 din Cehoslovacia clădirile din Prundul Bârgăului trebuiau retrocedate M.A.p.N..
Ministerul Învățământului a hotărât înființarea a o serie de case de copii, la Năsăud și Bistrița.În anul 1976, în prag de deschidere al anului școlar, a venit vestea desființării Casei de Copii Școlari de la Prundu Bârgăului, astfel că copiii au început să fie mutați în nou înființatele case de copii de la Beclean și Câmpia Turzii  260 copii cu vârste între 7 și 23 de ani  și în alte localități din țară: Gherla, Aiud, Suceava etc.
Case de Copii Fete Năsăud
Aceasta s-a înființat în anul 1969, la începutul anului școlar 1969-1970 când un grup de 120 de fete de la Prund au fost transferate la Năsăud iar la conducerea acesteia au fost numiți prof. Paraschiva Avram și înv. Gavril Avram.
Case de Copii Școlari Bistrița
Case de Copii Bistrița s-a înființat în anul 1973 când au fost transferați un grup de 130 de copii, iar la conducerea acesteia a fost numit director prof. Alexandru Retegan.
Case de Copii Școlari Câmpia Turzii
Casa de Copii Școlari din Câmpia Turzii a luat ființă la data de 15 septembrie 1975 după ce s-au terminat lucrările de construcție iar în anul 1976 aceasta s-a dat în funcțiune când au venit și copiii de la Prundu Bârgăului..
Pe parcursul celor 17 ani de existență în cadrul instituției au învățat anual aproape 800 elevi (copii orfani, semiorfani, abandonați și lipsiți de posibilități materiale) în clasele I-VIII, iar în vacanță veneau și asistații (elevii cu vârsta de peste 18 ani, cei care erau la liceu, școala profesională sau facultate) astfel încât efectivul unității ajungea la 1200 de copii.
În cadrul unității existau săli de jocuri, de basme, muzică, teatru, cinematograf, atelier de tâmplărie, croitorie, săli de sport, infirmerie, biblioteci cu mii de cărți, cabinet de științele naturii, laborator fonic, instrumente muzicale și multe altele.
În timpul liber copii îngrijeau iepuri, porumbei,căprioare, păuni care erau prieteni neobosiți ai copiilor. În timpul liber copiii aveau posibilitatea să construiască diferite machete din placaj la traforaj, insectare, ierbare, vederi pentru albume, etc., puteau merge la sera de flori existentă în cadrul instituției. 
La Prund a continuat să funcționeze Casa de Copii Preșcolari până în anul 1981 când și această instituție s-a transferat la Beclean. Așa s-a sfârșit existența celei mai mari și unice instituții de ocrotire a copiilor din această parte a Europei.

## Aniversarea 50 de ani de la înființarea unității
În data de 5 septembrie 2009, la Prundu Bârgăului, jud. Bistrița Năsăud s-a aniversat o jumătate de secol de la înființarea Casei de Copii din Prundu-Bârgăului, care a readunat, după zeci de ani, peste 200 de cadre didactice, maiștri și salariați de toate profesiile, care au activat în această instituție, alături de foști elevi, deveniți astăzi, cu toții, oameni de valoare.
Cu această ocazie a luat cuvântul o serie de personalități printre care fosta directoare prof. Brișan Floarea, Rațiu Vasile, autorul cărții "O oază de căldură și lumină", Paraschiva și Gavril Avram, foști directori, autori de cărți despre Casa de Copii din Prundu Bârgăului și Casa de Copii din Năsăud, și alte personalități.
Cu această ocazie s-a trecut în revistă istoricul Casei de Copii Școlari Mixtă, din Prundu Bârgăului, amintind pe foștii directori de-a lungul timpului, Martin Romulus, profesor de psihologie, iar cel al Școlii Elementare, Augustin Micle, profesor de limba română etc.
De remarcat faptul că Școala din cadrul Casei de Copii din Prundu Bârgăului a fost printre primele unități din țară în care s-au introdus noi metode și procedee în procesul de predare-învățare, printre ele enumerând problematizarea, algoritmizarea, învățarea prin descoperire ș.a. Aici s-au organizat și experimentat predarea diferitelor discipline în cabinete speciale și laboratoare, a funcționat un cabinet fonic de predare a limbilor moderne, înființat de Floarea Brișan, directorul Casei, precum și cabinet de biologie al profesorilor Ioan Burzo și Sandu Dragotă, unde s-au împăiat peste 200 de animale, săli de muzică, ateliere de arte plastice, broderie, foto, legătorie, lăcătușărie-carturi, atelier olărit, formațiilor artistice etc.

## Drepturi reparatorii persoanelor care au trăit în casele de copii
Acest lucru a avut loc și dezbătut în anul 2024 în Senatul României, fiind o măsură reparatorie și legislativă care a vizat acordarea unor drepturi persoanelor ce au crescut în casele de copii din între anii 1966 și 1997.

## Artiști
- Costel Cașcaval actorul a fost crescut în orfelinatul de la Târgu-Ocna, mama lui a murit la un an după nașterea acestuia, iar tatăl, câțiva ani mai târziu[16].

## Filme
- 4 luni, 3 săptămâni și 2 zile este un film din 2007 regizat de Cristian Mungiu (născut în 1968 în baza Decretului 777). Urmărește două eleve necăsătorite care încearcă să avorteze o sarcină.
- Amintiri din Epoca de Aur